# Inselstraße 17 (Düsseldorf-Pempelfort)
Das Gebäude Inselstraße 17 in Düsseldorf-Pempelfort wurde im Stil der Neogotik von 1897 bis 1898 durch Josef Kleesattel für den Senatspräsidenten Lenzberg erbaut. Die breite Fassade ist in fünf Achsen unterteilt und hat zwei Eingänge. Erker und Balkon gliedern die Fassade, die Fenster zeigen als Abschluss einen Kielbogen. Das Gebäude gilt als „prunkvoller Bau“ und dient der Stadt als Standesamt. Das Gebäude ist denkmalgeschützt.

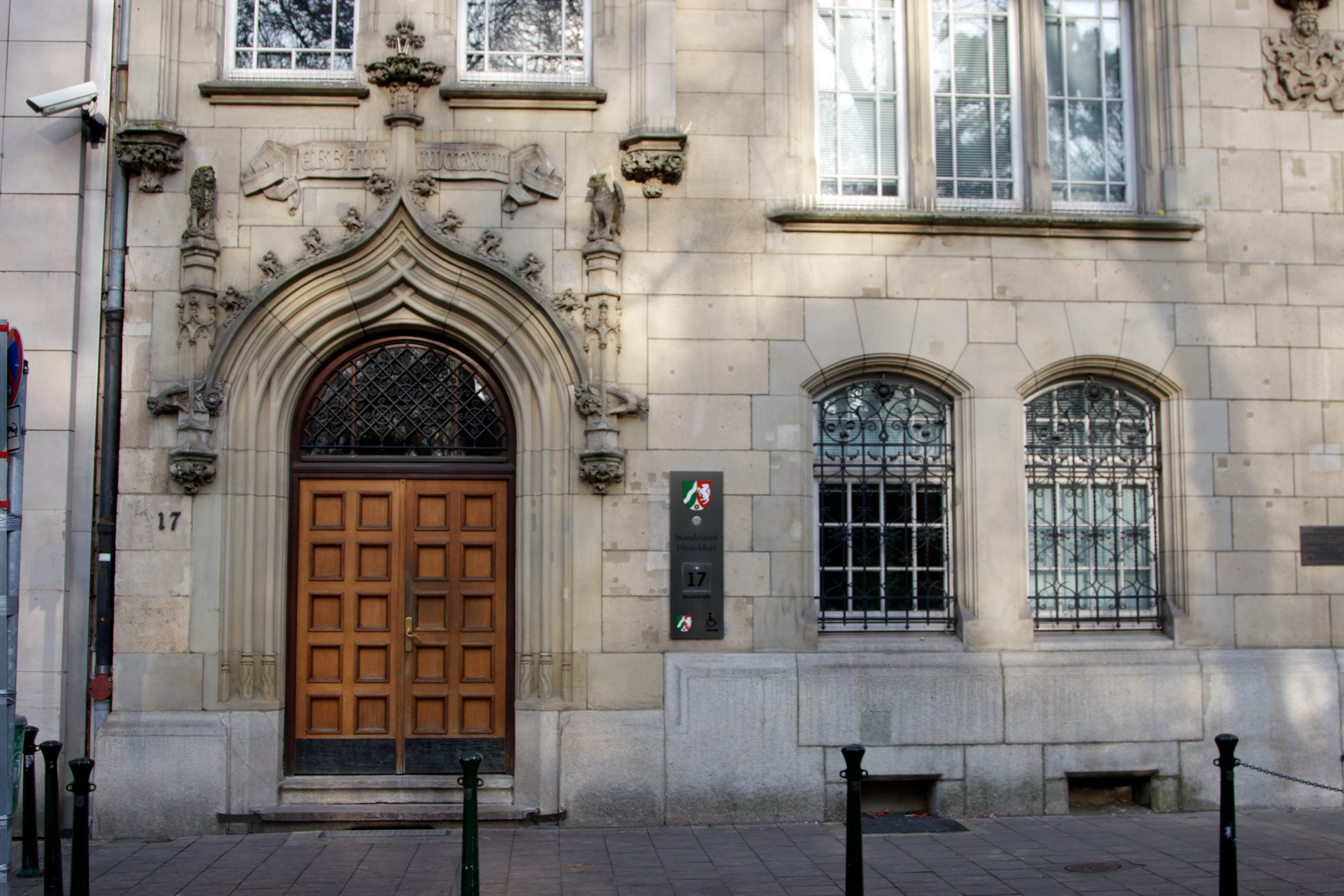
Portal Inselstraße 17

## Geschichte
Das Gebäude wurde von 1897 bis 1899 erbaut. Der Entwurf stammte von dem Architekten Kleesattel aus dem Jahre 1891. Es wurde als Wohnhaus des damaligen Amtsrichters Hugo Lenzberg (1860–1932) erbaut, der Bauherr war. Lenzberg wurde später Senatspräsident am Oberlandesgericht und förderte insbesondere das Kulturleben Düsseldorfs. In seinem Haus fanden Konzerte und Treffen mit zeitgenössischen Künstlern, wie den Komponisten Max Reger und Hans Pfitzner statt. Lenzberg war zudem Mitglied der Kaiser-Wilhelm-Gesellschaft, der Vorgängerin der heutigen Max-Planck-Gesellschaft. Am 5. August 1932 starb Hugo Lenzberg. Witwe Anna Lenzberg (1865–1942), eine geborene Beer, und seine Kinder wurden wegen ihrer jüdischen Herkunft verfolgt. Anna Lenzberg starb am 20. Juli 1942, einen Tag, bevor sie vom Güterbahnhof Derendorf nach Theresienstadt deportiert werden sollte. Ihre beiden Kinder konnten rechtzeitig flüchten, kamen nach dem Zweiten Weltkrieg nach Deutschland zurück. Anna Marie Lenzberg (1889–1954), Konzertsängerin, hatte den ungarischen Baron Zigismond von Huszar (1887–1952) geheiratet und hielt sich in Budapest auf. Karl Lenzberg (geb. 1896), von Beruf Nervenarzt mit Praxis im Nachbarhaus Inselstraße 18, war mit seiner Frau Hilde nach Venezuela gegangen. Das Familiengrab befindet sich auf dem Nordfriedhof Düsseldorf. Die Bronzebüste von Hugo Lenzberg, gestaltet 1930 von Arno Breker (2007 von Metalldieben entwendet), wurde durch ein Sandsteinporträt des Bildhauers Bernhard Sopher ersetzt. 
Von März 2006 bis Februar 2007 wurde das Gebäude restauriert und beherbergt seitdem wieder das Standesamt.

## Beschreibung

### Fassade
Jörg Heimeshoff beschreibt insbesondere die Fassade. Die Schaufassade ist demnach fünf Achsen breit und wurde in der Formensprache der Neogotik gestaltet. In der ersten Achse von links befindet sich der Eingang. Die rundbogige Öffnung wird von einem Kielbogen übergiebelt. Der Kielbogen zeigt Krabben und wird von Fialen flankiert, die auf Konsolen ruhen und Tierplastiken zeigen. Die Bogenspitze trägt eine Kreuzblume, wo auch ein Schriftband mit dem Baudatum zu finden ist. Blendmaßwerk verziert die Fassade. Ein gotisierender Treppengiebel befindet sich oberhalb des Erkers. Eine Maßwerkbrüstung krönt die Fassade.
Im Garten, vormals zur Thomashoffschen Milchkuranstalt Inselstraße 15 zugehörig, befanden sich schon vor dem Bau des Hauses die Die Jahreszeiten von Cornelius Andreas Donett, welche sich heute im Stadtmuseum befinden.

### Innenarchitektur
Der Düsseldorfer AIV beschreibt auch die Innenarchitektur:

„Das Haus Inselstrasse 16/17 (abb. 629) von dem Architekten Professor Kleesatel erbaut, enthält im Sockegschosse die Wirtschaftsräume, im Hochparterre fünf Wohnräume, Diele und Nebengelasse (Abb. 630), im ersten Obergeschoss acht Zimmer (Abb. 631).“

## Galerie

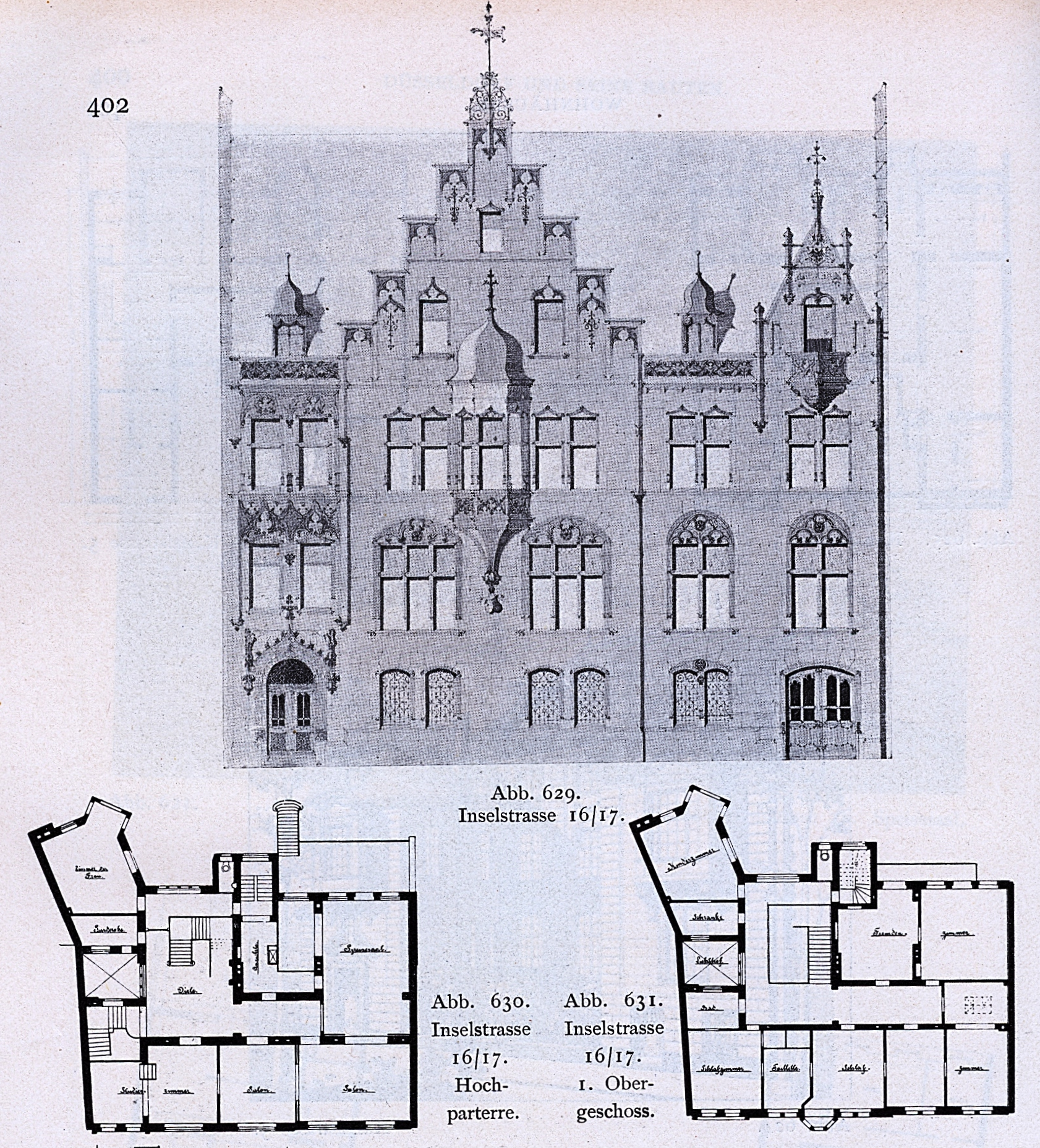
Auf- und Grundriss, Inselstraße 16/17
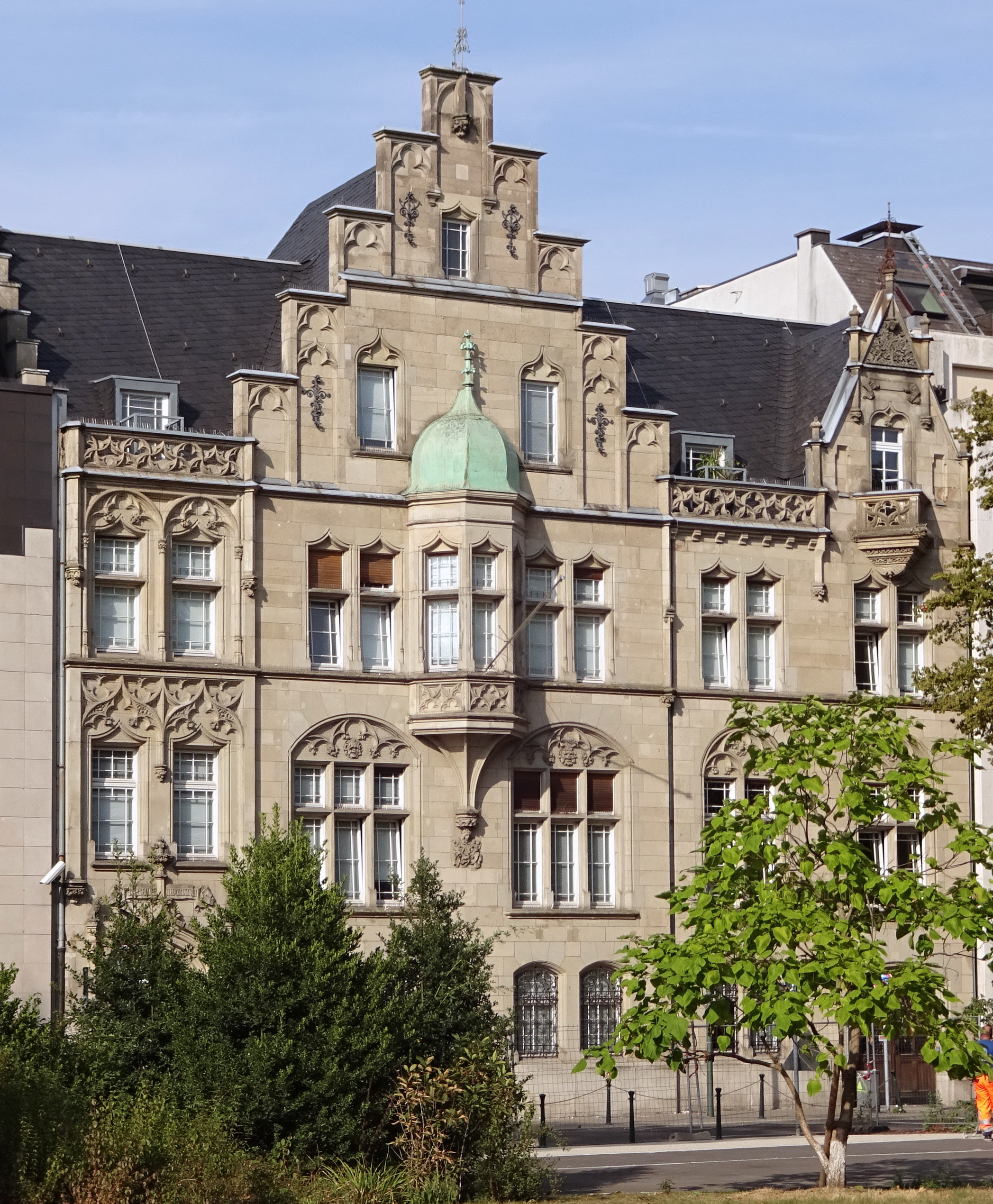
Fassade Inselstraße 17
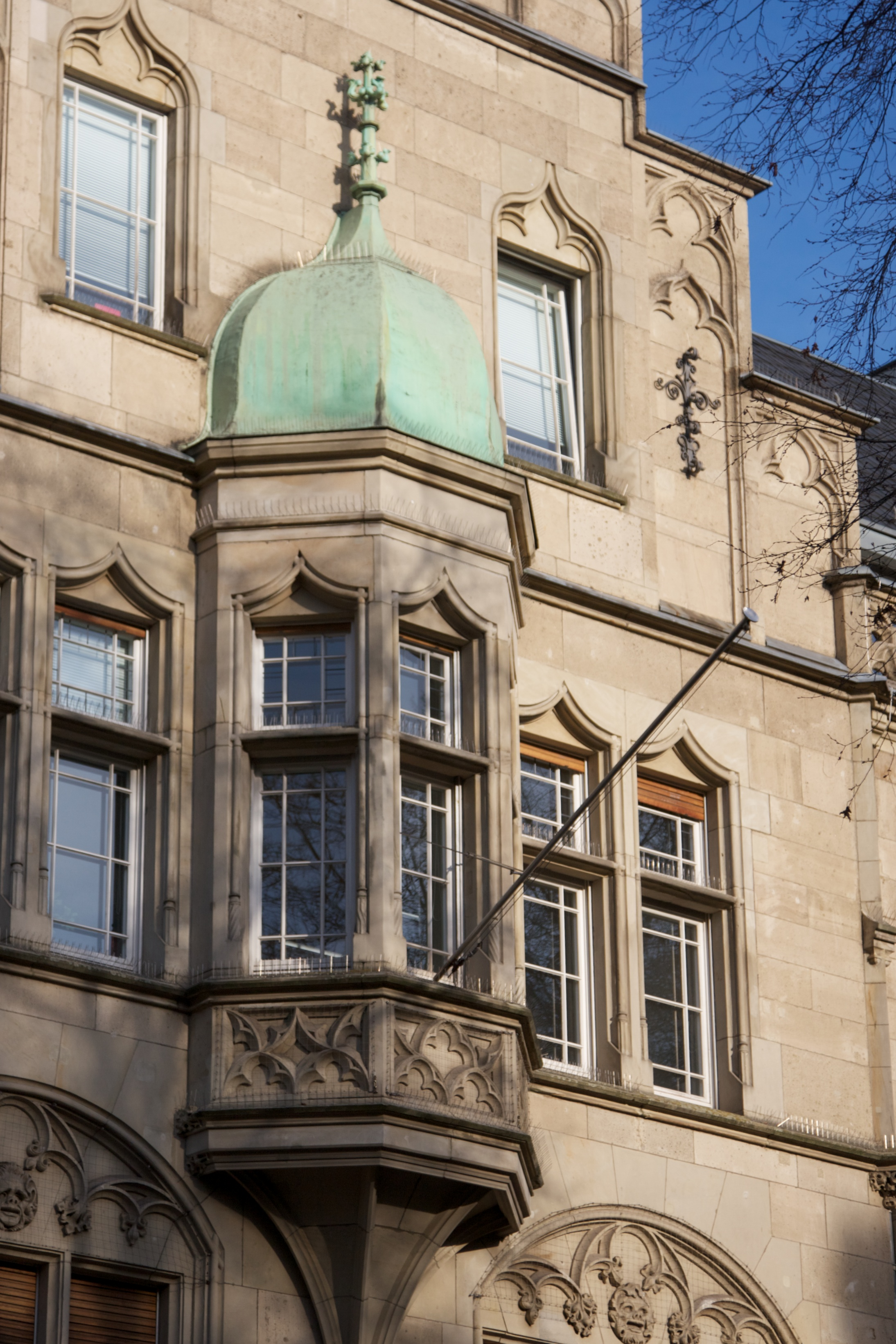
Erker Inselstraße 17
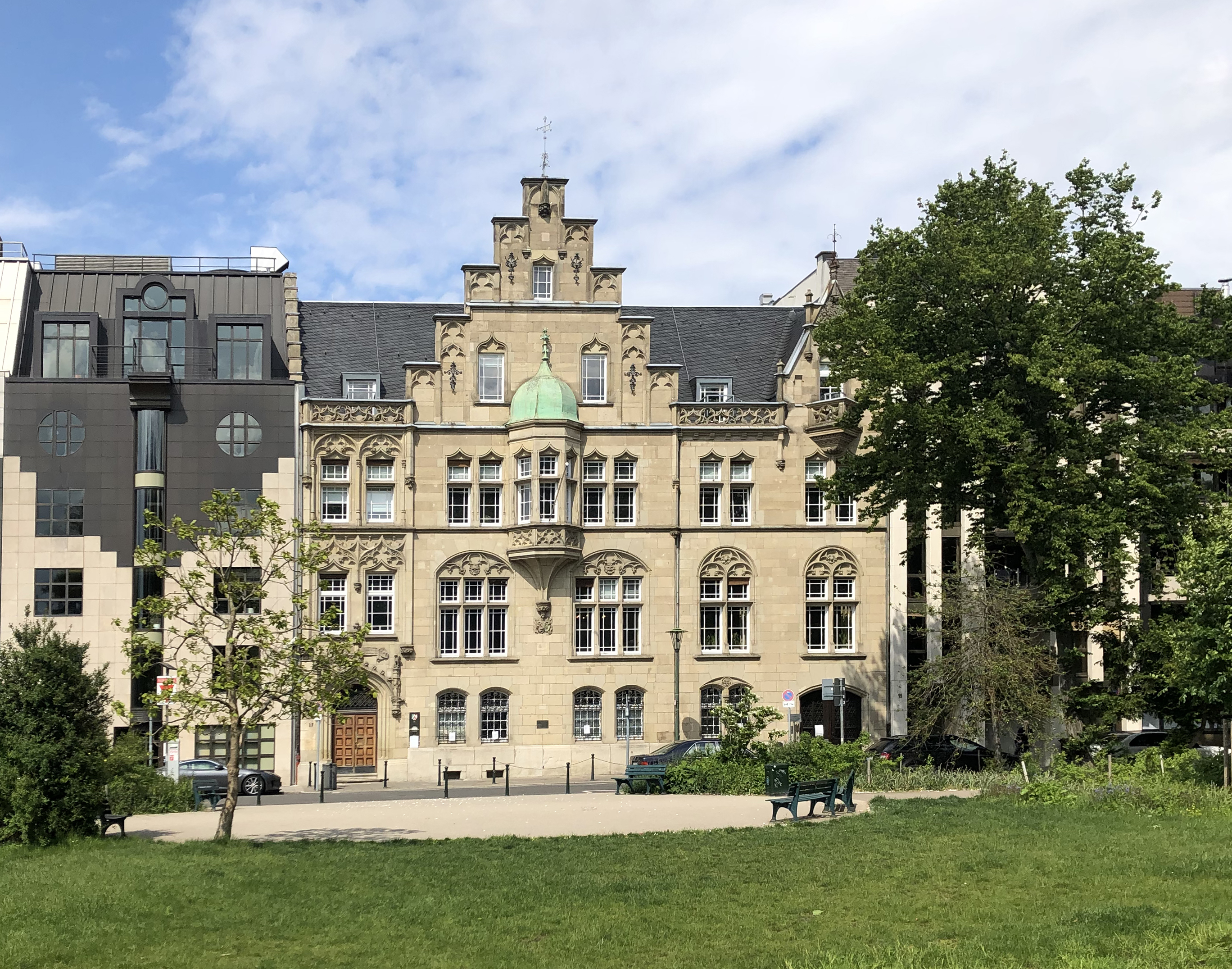
Standesamt mit neu gestaltetem Vorplatz im Hofgarten (2021)
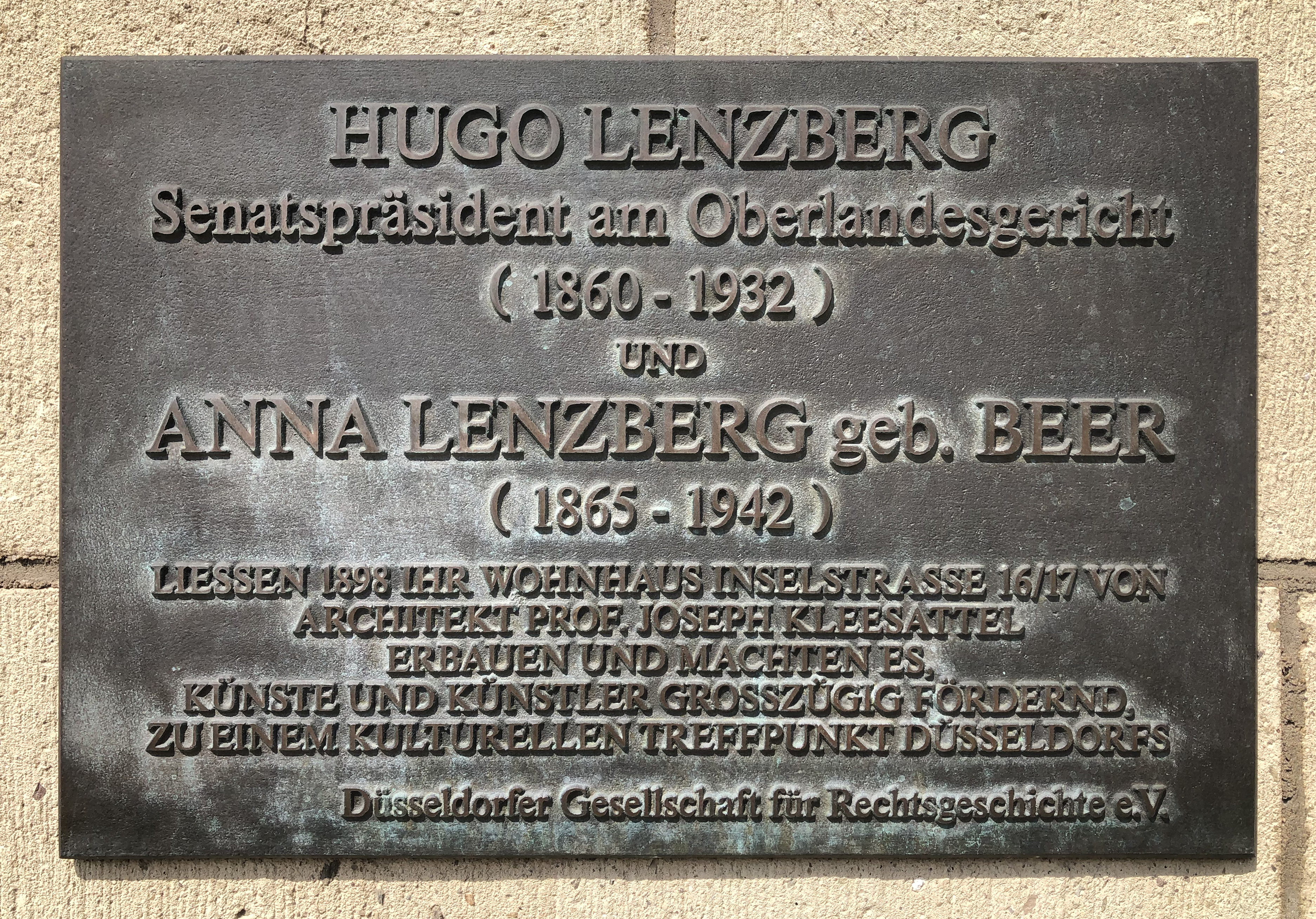
Gedenktafel für Hugo und Anna Lenzberg (2021)
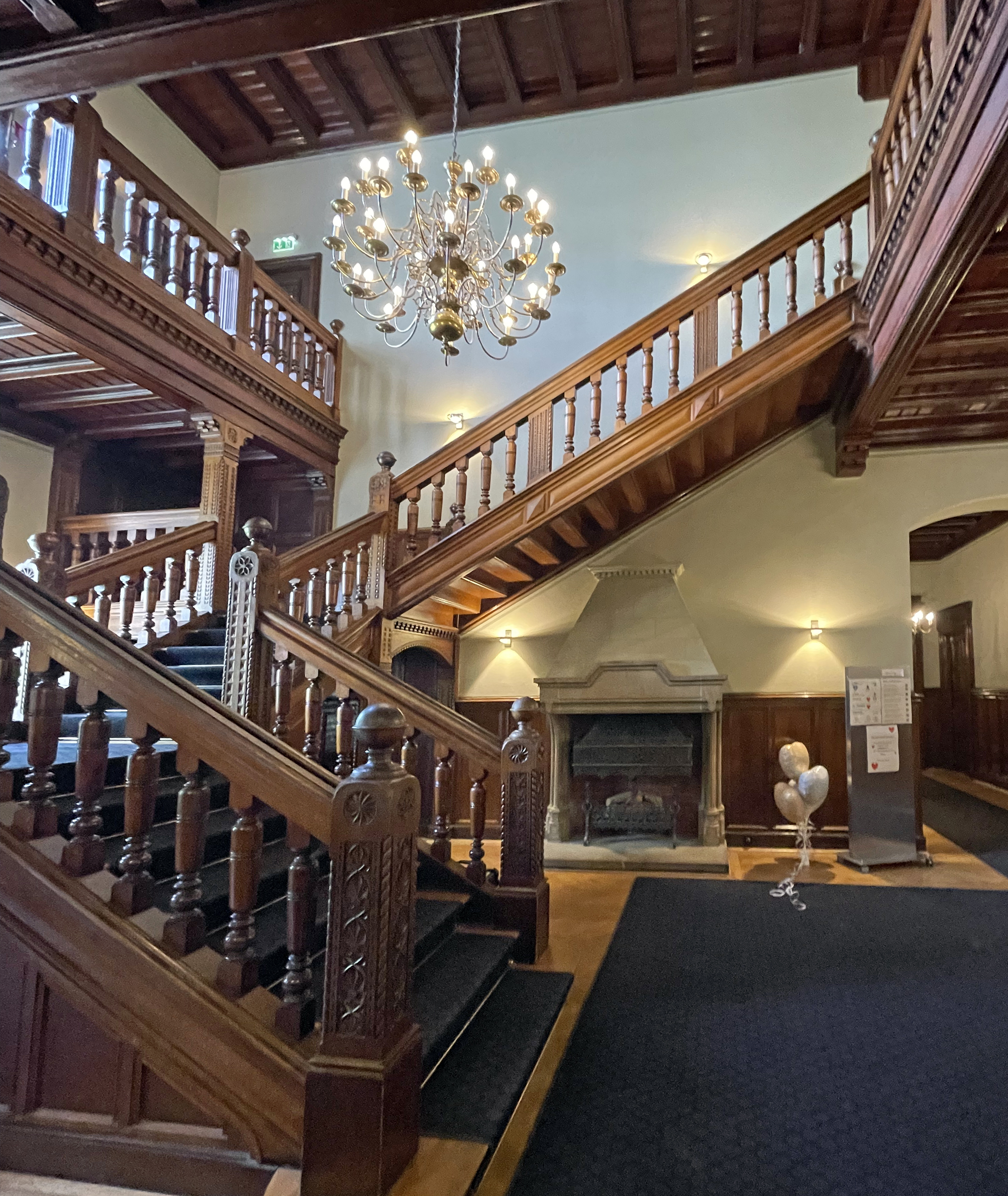
Vestibül im Hochparterre und Treppenhaus zum Obergeschoss (2023)